# Náiade
As náiades (em grego:  Ναϊάδες, "naiádes", de ναϊς, naís, "nadar'), na mitologia grega, são ninfas de água doce, de rios, lagos, fontes e riachos. Possuíam o dom da cura e da profecia e tinham certo controle sobre as águas. Assemelhavam-se às sereias e, com a voz igualmente bela, viviam em fontes e nascentes ou até cachoeiras. Apesar de permitirem às pessoas beberem das águas em que viviam, não permitiam que se banhassem nelas e puniam os infratores com amnésia, doenças e até a morte.
Homero, na Ilíada, dá-lhes como pai Zeus, mas outros consideram-nas filhas de Oceano ou do Potamos onde residem. As filhas do deus-rio Asopo, por exemplo, são náiades.
Eram belas. Tinham pele clara, um pouco bronzeada ou até azulada, e olhos azuis e marrons escuro.

A Náiade,
por John William Waterhouse, 1893

As náiades dividiam-se em cinco tipos diferentes: 
- Crineias (Κρηναῖαι): Náiades que habitam fontes;
- Pegeias (Πηγαῖαι): Náiades que habitam nascentes;
- Potâmides (Ποταμίδες): Náiades que habitam os rios;
- Limnátides (Λιμνατίδες) ou Limnades (Λιμνάδες): Náiades que habitam os lagos;
- Heleionomos (Ἑλειονόμοι) ou Heleíades (Ἑλειάδες): Náiades que habitam os pântanos.